# Amazone (film)
Amazone är en fransk-spansk film regisserad av Philippe de Broca från 2000.

## Handling
Lulu, en liten flicka på cirka tio år, överges på jorden mitt i en tropisk skog av en maskin från djupet av kosmos. Hon upptäcks av Édouard, en barsk och otrevlig misantrop som gömmer sig i djungeln för att undkomma rättvisan. Margaux är på ett uppdrag för att finna det mystiska skeppet och flyger till Amazonas, åtföljd av soldater från den franska underrättelsetjänsten som ansvarar för hennes skydd, som hon snabbt överger. Margaux kommer att korsa Édouards väg och tvinga honom att bli hennes guide.

## Rollista
- John Paul Belmondo – Édouard
- Arielle Dombasle – Margaux
- Patrick Bouchitey – Jeff Bernard
- Thylda Bares – Lulu
- Andre Penvern – överste Villeneuve
- Jackie de la Nuez – den gamle chefen
- Ronny Bandomo Casanova – den lilla pojken
- Carlos Padron – läkaren på laboratoriet
- Fernando Echevarria – kineserna
- Daniel Hernández – taxichauffören
- Hector Echemendia – en vetenskapsman
- Salvador Palomino – en vetenskapsman
- Alberto Noel Pena – en vetenskapsman
- Oscar Bringas – lokföraren
- Carlos Mansola – en Rambo
- Leonardo Darias – en Rambo
- Ernesto Queral – en Rambo
- Alberto Reytor – en Rambo
- Ismael Morales – den indiske krigaren